# Arthur Birkett
Arthur Ernest Burrington Birkett (Exeter, 25 oktober 1875 - Hammersmith, 1 april 1941) was een Brits Cricketspeler. 
Birkett won met het Britse ploeg de gouden medaille.

## Erelijst
- 1900 –  Olympische Spelen in Parijs team